# Базерник
Базерник или Баздерник (на македонска литературна норма: Базерник) е село в община Демир Хисар, Северна Македония.

## География
Базерник е планинско село, разположено на 950 m в Плакенската планина, в западната част на общината, на 22 km от град Демир Хисар. Част е от областта Долен Демир Хисар. Землището на Базерник е 13 km2, от които горите заемат площ от 734,1 ha, пасищата са 370,4 ха, а обработваемите площи 172,4 ha.

## История
В XX век Базерник е изцяло българско село в Битолска кааза, нахия Демир Хисар на Османската империя. Църквата в селото е „Свети Атанасий“ е възрожденска - изписана в 1891 - 1895 година. Според Васил Кънчов в 90-те години Баздерник има 50 християнски къщи, разположени на хубава планинска река. Според предание селото е основано от цигани, преселени от Пазарджик. Селяните правят коли. Според статистиката му („Македония. Етнография и статистика“) в 1900 година Баздерникъ има 350 жители, всички българи християни.
На Етнографската карта на Битолския вилает на Картографския институт в София от 1901 година Базерник е чисто българско село в Битолската каза на Битолския санджак с 54 къщи.
Цялото население на селото е под върховенството на Българската екзархия. По данни на секретаря на екзархията Димитър Мишев („La Macédoine et sa Population Chrétienne“) в 1905 година в Базерник има 400 българи екзархисти.
При избухването на Балканската война в 1912 година осем души от Базерник са доброволци в Македоно-одринското опълчение.
В 1948 година селото има 412 жители. През 1961 година Базерник има 224 жители, които през 1994 намаляват на 83, а според преброяването от 2002 година селото има 52 жители.

## Личности
Родени в Базерник
- Ангел Секулов (Ангел Базернишки) (1876 – ?), български революционер, войвода на ВМОРО
- Ангеле Василев Трайков, български революционер от ВМОРО[10]
- Аце Трайчев (Коларчето) (? – 1903), български революционер, войвода на ВМОРО
- Богоя Божинов (1892 – ?), македоно-одрински опълченец, Четвърта рота на Шеста охридска дружина[11]
- Васил Стоянов (1892 – ?), македоно-одрински опълченец, Първа рота на Шеста охридска дружина[12]
- Велян Секов, български революционер от ВМОРО[10]
- Георги Ангелов, македоно-одрински опълченец, 24-годишен, 4 рота на 6 охридска дружина[13]
- Магден Кръстев (1892 – ?), македоно-одрински опълченец, Трета рота на Шеста охридска дружина[14]
- Михайло Ангелов Станоянов, български революционер от ВМОРО[10]
- Нанчо Настев (Настов, 1892 – ?), македоно-одрински опълченец, Трета рота на Шеста охридска дружина[15]
- Нове Кузманов, български революционер от ВМОРО[16]
- Петър Кръстев (1890 – ?), македоно-одрински опълченец, Първа рота на Шеста охридска дружина, ранен в Междусъюзническата война на 8 юли 1913 година[17]
- Стоян Силянов, македоно-одрински опълченец, Първа рота на Шеста охридска дружина, ранен в Междусъюзническата война на 9 юли 1913 година[18]
- Трайче (Трайчо) Алексов, македоно-одрински опълченец, 20-годишен, Първа рота на Шеста охридска дружина, загинал във войните[19]
- Цветан Иванов Трайков, български революционер от ВМОРО[10]